# Токийский институт русского языка
Токийский институт русского языка (яп. 東京ロシア語学院 то:кё: росиаго гакуин) — учебное заведение, расположенное в районе Сэтагая в Токио.

## Краткие сведения
Токийский институт русского языка пользуется наибольшим спросом среди всех желающих изучить русский в Японии. Датой его основания является 1951 год. За более чем 50 лет, прошедших с этого момента, было подготовлено более 30 тысяч человек.
Сегодня в ТИРЯ представлены на выбор такие учебные программы:
- дневное отделение (3 года обучения);
- вечернее отделение (2 года);
- заочное;
- курсы;
- изучение языка по ускоренной программе весной и летом;
- так называемая «летняя школа» (живое общение педагогов с аудиторией на русском языке; проводится на протяжении четырех дней в летние месяцы).

Значительная часть преподавательского состава училась в Российском университете дружбы народов. Для девяти человек русский является родным.
Техническое обеспечение института на достаточно высоком уровне. Для студентов доступна не только богатая библиотека русскоязычных книг, но и качественные видео- и аудиоматериалы.
Под эгидой института проводится Всеяпонский конкурс русского языка.